# Ani Di Franco
Angela Maria "Ani" Di Franco, född 23 september 1970 i Buffalo, New York, är en amerikansk sångare, gitarrist, låtskrivare, författare, poet och kompositör. Sedan skivdebuten 1990 har hon i princip givit ut ett album per år. Hon skriver alla sina låtar själv.

## Biografi
Di Franco föddes i Buffalo, New York som dotter till en judisk-kanadensisk mor och en italiensk-amerikansk far. Båda föräldrarna var hängivna folkmusiker. Så tidigt som vid femton års ålder började hon stå på egna ben och livnära sig på sin musik. Hon studerade vid The Buffalo Academy for Visual and Performing Arts school. Som artonåring startade hon sitt eget skivbolag, Righteous Babe Records, och började spela in vad som kom att bli hennes självbetitlade debutalbum som utkom 1990.

## Åsikter och privat
De flesta av Ani Di Francos texter är filosofiska, självupplevda och avspeglar till stor del hennes olika politiska ställningstaganden. Hon behandlar ämnen som feminism, rasism, sexism, homofobi, fattigdom och krig och gör inlägg i svåra och kontroversiella debattfrågor till exempel som den kring aborträtten i USA, där hon tagit ställning för rätten till abort ("pro-choice"). Ani Di Francos åsikter uttrycks dock inte endast i hennes musik. Under de två senaste presidentvalen i USA har hon öppet givit sitt stöd för icke-republikanska kandidater, bland annat Alexandria Ocasio-Cortez.
Ani Di Franco gick år 2020 ut med att hon börjat stava sitt efternamn på samma sätt som hennes pappa stavade det, det vill säga med ett mellanrum.

## Verk

### Studioalbum
- Ani DiFranco (1990)
- Not So Soft (1991)
- Imperfectly (1992)
- Puddle Dive (1993)
- Like I Said: Songs 1990-91 (1993)
- Out of Range (1994)
- Not a Pretty Girl (1995)
- Dilate (1996)
- The Past Didn't Go Anywhere (1996) (med Utah Phillips)
- Little Plastic Castle (1998)
- Up Up Up Up Up Up (1999)
- Fellow Workers (1999)  (med Utah Phillips)
- To the Teeth (1999)
- Revelling/Reckoning  (2001)
- Evolve (2003)
- Educated Guess (2004)
- Knuckle Down (2005)
- Reprieve (2006)
- Red Letter Year (2008)
- ¿Which Side Are You On? (2012)
- Allergic to Water (2014)
- Binary (2017)

- Revolutionary Love (2021)

### Livealbum
- Women in (E)motion (1994) (begränsad upplaga)
- An Acoustic Evening With (1994)
- Living in Clip (1997)
- So Much Shouting, So Much Laughter (2002)
- Atlanta - 10.9.03 (2004)
- Sacramento - 10.25.03 (2004)
- Portland - 4.7.04 (2004)
- Boston - 11.16.03 (2005)
- Chicago - 1.17.04 (2005)
- Madison - 1.25.04 (2005)
- Rome - 11.15.04 (2005)
- Carnegie Hall - 4.6.02 (2006)
- Saratoga, CA – 9.18.06 (2009)

## Påverkan
Svenske artisten Lars Winnerbäck har översatt två av Ani Di Francos låtar; "You had time" ("Du hade tid", på albumet Singel, 2001) och "Tis of thee" ("Du gamla fria nord", på albumet Kom, 1999).